# یونگ فوجون
یونگ فوجون (انگلیسی: Yong Fujun؛ زادهٔ ۱۵ فوریهٔ ۱۹۸۱)  کماندار اهل چین بود. وی در بازی‌های المپیک تابستانی ۲۰۰۴ شرکت کرده‌است.